# Cryptomeigenia setifacies
Cryptomeigenia setifacies là một loài ruồi trong họ Tachinidae.